# تاکایوشی شیکیدا
تاکایوشی شیکیدا (انگلیسی: Takayoshi Shikida؛ زادهٔ ۲۵ نوامبر ۱۹۷۷) بازیکن فوتبال اهل ژاپن است.
از باشگاه‌هایی که در آن بازی کرده‌است می‌توان به باشگاه فوتبال آلبیرکس نیگاتا و باشگاه فوتبال جف یونایتد ایچیهارا چیبا اشاره کرد.